# Guerra da Lapônia
A Guerra da Lapônia (português brasileiro) ou Guerra da Lapónia (português europeu) (em finlandês:  Lapin sota, em sueco:  Lapplandskriget e em alemão:  Lapplandkrieg) foi uma guerra travada entre a Finlândia e a Alemanha nazista entre setembro de 1944 e abril de 1945 na província finlandesa da Lapônia, no norte do país. Enquanto os finlandeses consideram esse conflito como uma batalha separada, parte da Guerra da Continuação, as forças alemãs consideravam as suas ações como uma parte da Segunda Guerra Mundial.
Uma peculiaridade da guerra foi que o exército finlandês foi obrigado a desmobilizar as suas forças e, ao mesmo tempo, lutar para forçar o exército alemão a deixar a Finlândia. As forças alemãs recuaram para a Noruega e a Finlândia conseguiu manter as suas obrigações sob o Armistício de Moscou, embora tenha permanecido formalmente em guerra com a União Soviética e o Reino Unido, um governo no exílio, em Londres, e os Territórios Britânicos até a conclusão formal do Guerra de Continuação ser ratificada pelo tratado de paz de Paris, em 1947.